# Kameničná (Ústí nad Orlicí-i járás)
Kameničná település Csehországban, az Ústí nad Orlicí-i járásban. Kameničná Pěčín, Slatina nad Zdobnicí, Kunvald, Helvíkovice és Žamberk településekkel határos. Lakosainak száma 335 fő (2024. január 1.).

## Népesség
A település lakosságának változását az alábbi diagram mutatja:
| Lakosok száma | 384  | 406  | 336  | 291  | 328  | 356  | 315  | 326  | 332  | 335  |
|               | 1869 | 1890 | 1921 | 1950 | 1980 | 2001 | 2017 | 2019 | 2022 | 2024 |